# Rebecca Bang Sørensen
Rebecca Bang Sørensen (født 1983 i Norddjursland) er en dansk illustrator, der primært illustrerer børnebøger indenfor genren fantasy.
Rebbecca Bang Sørensen har bl.a. illustreret seks af de nordiske myter til TV2s julekalender Jul i Valhal og en tilhørende bog, som blev nomineret til en Orla-pris i 2006.

## Uddannelse
The Animation workshop, Viborg.

## Bøger
Bøger illustreret af Rebecca Bang Sørensen:
- Mirja 5 - Mosen hjerte, af Gunvor Ganer Krejberg. Gyldendal 2021
- Mirja i Grævlingens Grotte, af Gunvor Ganer Krejberg. LÆS LØS. Gyldendal Uddannelse 2020
- Mirja 4 - En spådom af is, af Gunvor Ganer Krejberg. Gyldendal 2019
- Mirja 3 - Skovens gåder, af Gunvor Ganer Krejberg. Gyldendal 2018
- Mirja 2 - Drømmestenen, af Gunvor Ganer Krejberg. Gyldendal 2017
- Mirja 1 - De nye vinger, af Gunvor Ganer Krejberg. Gyldendal 2017
- Skyggefolket 2 - Bunkeren, af Ida-Marie Rendtorff. Gyldendal 2017
- Skyggefolket 3 - Menneskehandel, af Ida-Marie Rendtorff. Gyldendal 2017
- Ellas forvandling, af Clara-Amalie Vorre-Grøntved, Elysion 2016
- Medaljonen, af Clara-Amalie Vorre-Grøntved. Elysion 2016
- Sneprinsen, af Clara-Amalie Vorre-Grøntved. Elysion 2016
- Månemenneske, af Ida-Marie Rendtorff. Gyldendal 2015
- Historier fra Valhal, af Mette Finderup. People's Press 2012
- Onde øjne, af Steen Føge. Gyldendal 2010

Priser:
- Orla-prisen 2018: Mirja 2 - Drømmestenen af Gunvor Ganer Krejberg illustreret af Rebecca Bang Sørensen, Gyldendal 2017